# Jean-Baptist-Marie-Anne-Antoine de Latil
Jean-Baptiste Marie Anne Antoine de Latil (Ilha de Sainte-Marguerite, 6 de março de 1761 - Gémenos, 1 de dezembro de 1839) foi um cardeal e arcebispo católico francês.

## Biografia
Ele nasceu na Ilha de Santa Margherita em 6 de março de 1761, filho de Antoine de Latil e Gabrielle-Thérèse de Magny.
Visando a carreira eclesiástica, conseguiu frequentar o seminário de Saint-Sulpice em Paris e foi ordenado sacerdote em 1784, exercendo sua primeira atividade pastoral na paróquia de Saint-Sulpice. Vigário geral da diocese de Vencem, recusou-se a prestar juramento na Constituição Civil do clero de 1791 e, portanto, deixou a França em exílio voluntário. Ele voltou em 1792, mas foi preso e encarcerado em Montfort-l'Amaury; aqui, liberto, foi enviado para Düsseldorf, na Alemanha, onde pôde continuar a sua atividade pastoral, estando depois na Inglaterra. Em 1805 foi nomeado esmoler-in-ordinário do príncipe Charles Philip da França, conde de Artois e futuro rei Carlos X da França, tornando-se grande esmola em 1814.
Eleito bispo titular de Amycle a partir de 8 de março de 1816, foi consagrado no Domingo de Ramos (7 de abril) de 1816 na capela de Lorette, Issy, pela mão de François de Pierre de Bernis, arcebispo emérito de Albi, auxiliado por Jean-Baptiste Du Chilleau, bispo de Chalon, e por Jean de Coucy, bispo de La Rochelle. Transferido para a sé de Chartres a partir de 1º de outubro de 1817, não pôde ocupar essa cadeira até 1821. Conde e par da França a partir de 31 de outubro de 1822, foi promovido à sé metropolitana de Reims a partir de 12 de julho de 1824, ano em que também obteve o título de duque. Conselheiro de Estado, desde 12 de maio de 1825 foi Comendador da Ordem do Espírito Santo e a 29 de maio desse ano teve o privilégio de coroar o rei Carlos X na catedral de Reims.
Criado cardeal sacerdote no consistório de 13 de março de 1826, em 18 de maio de 1829 recebeu o barrete cardinalício e o título de San Sisto em 21 de maio. Participou do conclave de 1829 que elegeu o Papa Pio VIII, mas não compareceu ao conclave de 1830-1831 que elegeu o Papa Gregório XVI. Após a queda de Carlos X, ele o acompanhou à Inglaterra e à Alemanha, governando sua própria arquidiocese por meio de vigários. Ele voltou para a França em 1839, mas não para sua arquidiocese, retirando-se para a vida privada na Provença.
Ele morreu em Gémenos, perto de Marselha, em 1º de dezembro de 1839. Seu corpo foi exposto e depois enterrado na catedral de Reims.

## Link externo
- Jean-Baptist-Marie-Anne-Antoine de Latil
- catholic-hierarchy.org